# ハンス・ゾーティン
ハンス・ゾーティン（Hans Sotin, 1939年9月10日 - ）は、ドイツのバス歌手。
ドルトムント出身。地元の音楽院でディートガー・ヤコブに声楽を学び、1962年のエッセンに於けるリヒャルト・シュトラウスの《ばらの騎士》の上演で警察官役を歌って初舞台を踏んだ。1964年にはハンブルク国立歌劇場に移籍し、同歌劇場から宮廷歌手の称号を得た。1970年にはグラインドボーン音楽祭に参加してヴォルフガング・アマデウス・モーツァルトの《魔笛》の上演でザラストロ役を歌った。1971年にはシカゴ・リリック・オペラに初出演を果たし、バイロイト音楽祭にも出演するようになった。1972年からメトロポリタン歌劇場、1973年からウィーン国立歌劇場、1974年にはコヴェントガーデン王立歌劇場、1976年にはミラノのスカラ座のそれぞれに初登場し、以後欧米の主要な歌劇場に客演を重ねた。1992年からはケルン音楽大学で後進の指導に当たり、2012年に歌手活動を引退した。